# Psychopsis tillyardi
Psychopsis tillyardi är en insektsart som beskrevs av Tim R. New 1989.
Psychopsis tillyardi ingår i släktet Psychopsis och familjen Psychopsidae. Inga underarter finns listade i Catalogue of Life.